# Jenga

Exemple de torre jenga caient

La jenga (en suahili construir) és un joc d'habilitat física i mental, en què els jugadors han de retirar blocs d'una torre per torns i col·locar-los a la part superior evitant que caigui.

## Regles
Es juga amb 54 blocs de fusta que formen pisos de tres en tres i en formació creuada. Cada jugador al seu torn ha de retirar un bloc de qualsevol nivell inferior de la torre utilitzant només dos dits, procurant que la torre no caigui, i col·locar-lo a la part superior formant nous nivells. Guanya el jugador que ha realitzat la jugada anterior al que ha fet caure la torre. Cal esperar cinc segons després del moviment del jugador anterior, passat aquest temps si la torre cau el jugador que ha tret l'últim bloc guanya. A l'Argentina aquest joc també és conegut com a yenga o hacer caer.
Entre les variants hi ha el Jenga Veritat, Jenga Pink, Jenga Xtremo, Jenga Max, Jenga Blast i Jenga Poker. També hi ha versions no oficials amb 51 peces.

## Orígens
El Jenga el va crear Leslie Scott, cofundador d'Oxford Games Ltd, basat en uns jocs que va crear a casa seva al 1970 utilitzant blocs de fusta d'un joc de nens que la familia va comprar a Takoradi, Ghana. El joc va ser presentat a Londres al 1983 amb la marca registrada Jenga. Un joc molt similar anomenat Ta-Ka-Radi es va presentar als Estats Units per la familia Parsons de Maine al 1978, cinc anys abans del llançament de Jenga. La familia Parsons no va inventar el joc, ja que els el va ensenyar un amic africà.